# Charles Howard Hodges
Charles Howard Hodges (Portsmouth, 1764 – Amsterdam, 1837) fou un pintor britànic actiu als Països Baixos durant el període del Regne d'Holanda instituït per Napoleó Bonaparte.

## Biografia
El 1788 Charles Howard Hodges va visitar Amsterdam i el 1792, després d'una estada de dos anys a Dublín, es va traslladar amb la seva família a La Haia. A Amsterdam va treballar d'artista especialitzat en la tècnica de la manera negra i pintura al pastel. El 1797 amb la seva família es va traslladar a Amsterdam, on visqué amb el seu professor Johann Friedrich August Tischbein al carrer Prinsengracht. Allà es convertí en un pintor de retrats famós; va pintar uns set-cents retrats dels rics i famosos d'aquell temps. També va ser un gravador, impressor, comerciant d'art i membre del grup d'artistes d'Amsterdam Felix Meritis.
És conegut per haver pintat tots els líders neerlandesos durant el període Napoleònic, un període turbulent en la història neerlandesa que comprèn fins a cinc sistemes polítics diferents: l'stadhouder Guillem V d'Orange-Nassau de la República dels Països Baixos Units, el raadpensionaris Rutger Jan Schimmelpenninck de la República Batavia, el rei Louis Bonaparte del Regne d'Holanda, l'emperador Napoleó Bonaparte i el rei Guillem I dels Països Baixos. L'únic retrat conegut del botànic Sebald Justinus Brugmans és d'ell. Louis Bonaparte li va rebutjar el disseny per a la creu honorífica de l'Ordre de la Unió.
El 1815 Hodges ja advertí al govern holandès de la confiscació el 1795 de centenars d'obres d'art de diverses col·leccions per part de França, incloent-hi la galeria del príncep Guillem V (el primer museu dels Països Baixos obert al públic) i algunes altres col·leccions dels anteriors stadthouders. No tot l'art robat va retornar de París al seu lloc d'origen i unes quantes peces encara s'exposen al Museu del Louvre a aquest dia.
La majoria dels més de set-cents retrats de Hodges són de principis del segle xix; els treballs inicials en pintura al pastel i les darreres obres, en pintura a l'oli. Uns quants d'aquests retrats s'exposen al Rijksmuseum d'Amsterdam, a altres museus i castells i a col·leccions reials i privades.
Charles Howard Hodges fou el pare i professor de James Newman Hodges, pintor de menor rellevància que treballà al Rijksmuseum quan aquesta encara estava situat a l'edifici Trippenhuis d'Amsterdam.

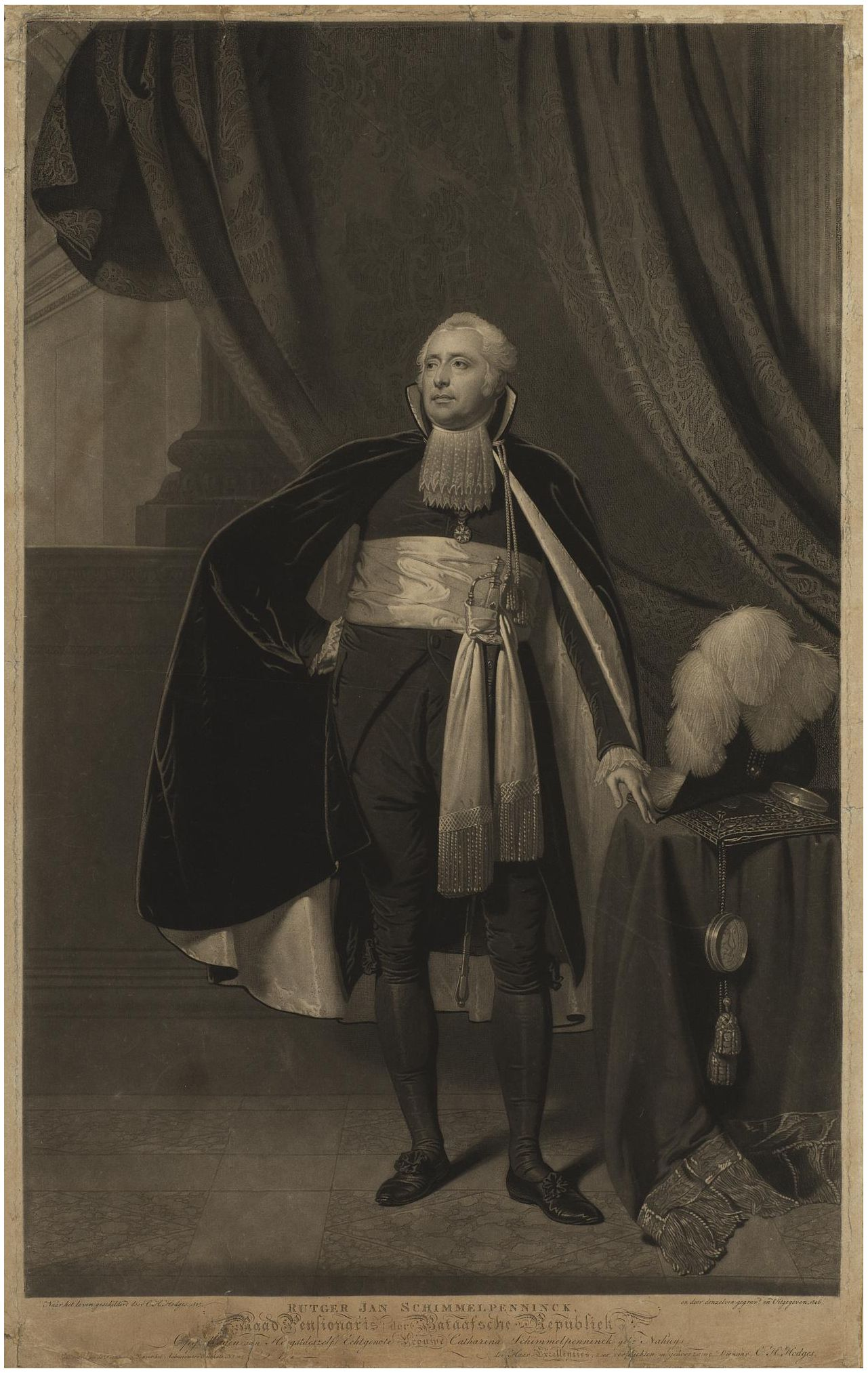
Retrat de l'estadista neerlandès Rutger Jan Schimmelpenninck (1806)
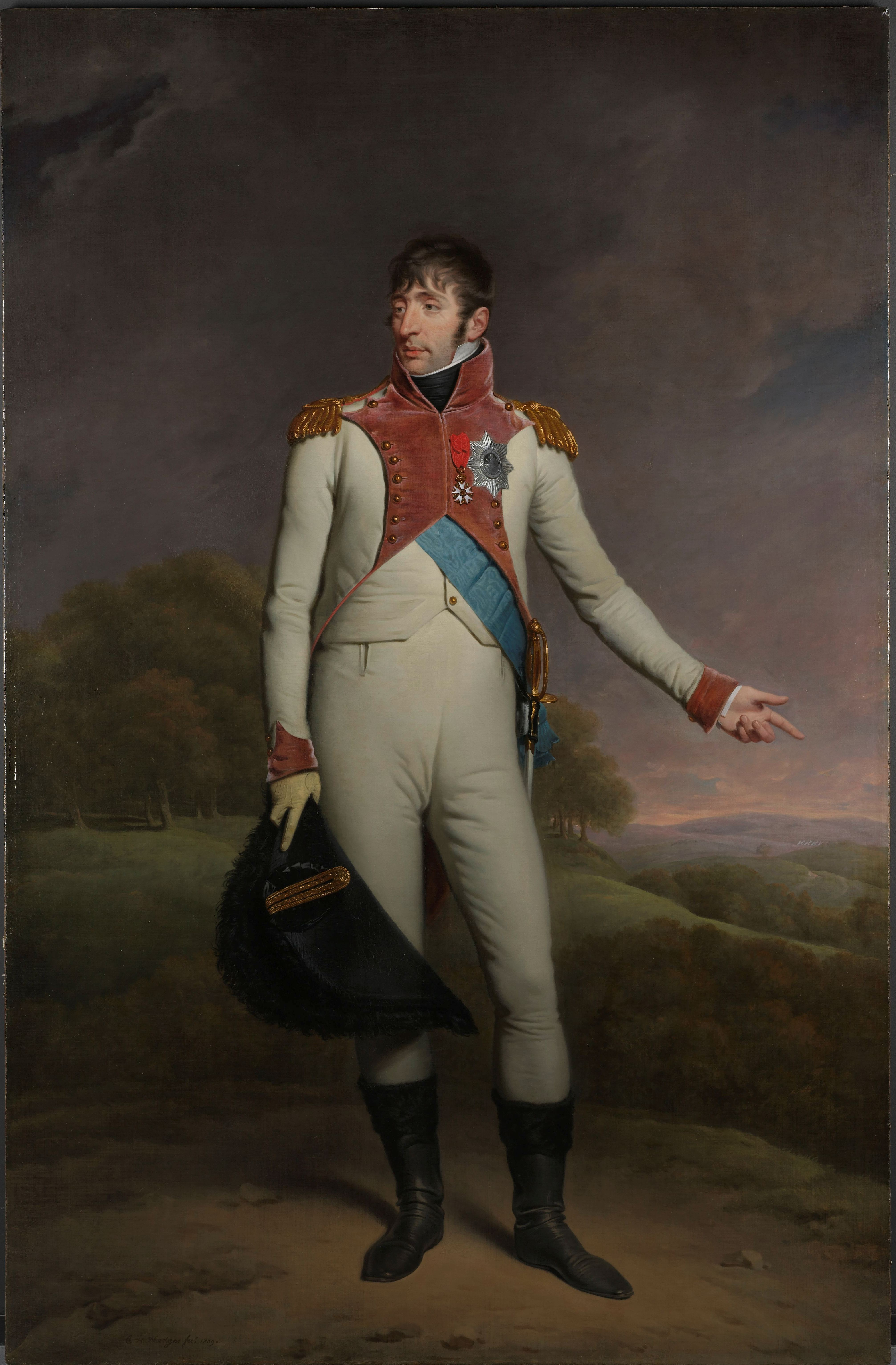
Retrat de Louis Bonaparte (1809)
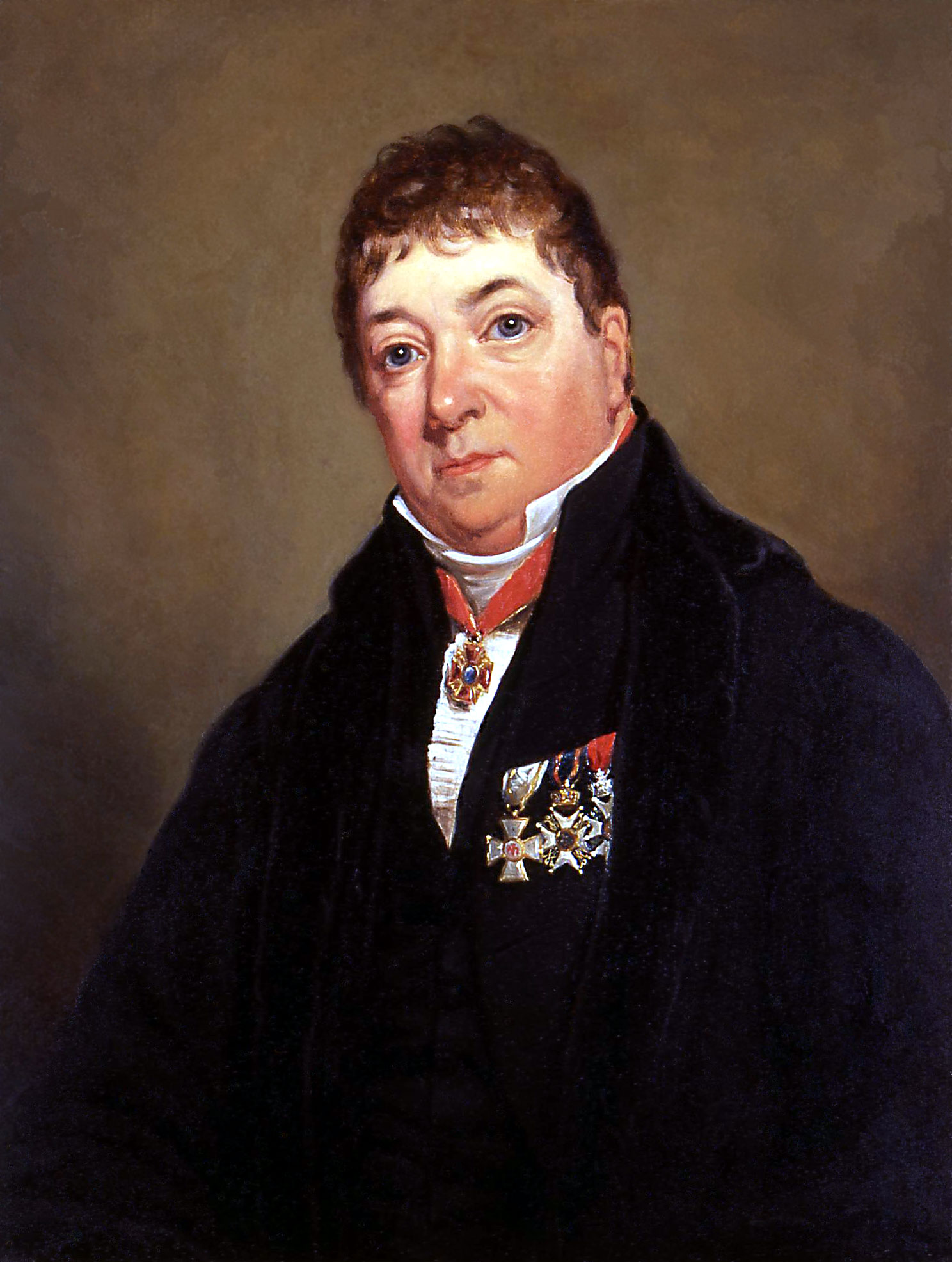
Sebald Justinus Brugmans
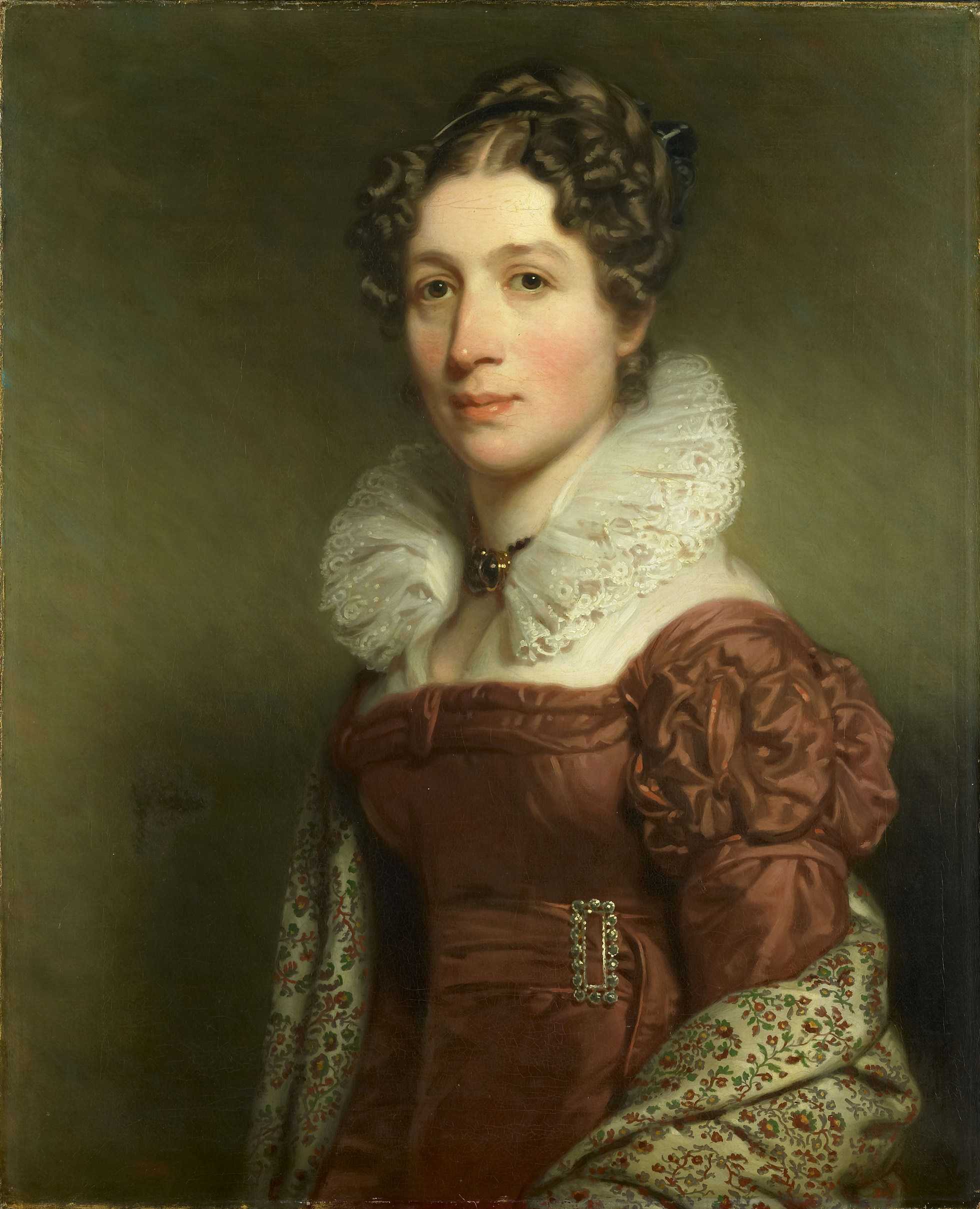
Jacoba Vetter (1837)